# Oerlenbach
Oerlenbach – miejscowość i gmina w Niemczech, w kraju związkowym Bawaria, w rejencji Dolna Frankonia, w regionie Main-Rhön, w powiecie Bad Kissingen. Leży około 8 km na południowy wschód od Bad Kissingen, przy autostradzie A71, drodze B19, B286 i linii kolejowej Bad Kissingen – Schweinfurt.

## Dzielnice
W skład gminy wchodzą następujące dzielnice: Ebenhausen, Eltingshausen, Rottershausen i Oerlenbach.

## Historia
Pierwsze wzmianki o miejscowości jako Ornebach pojawiły się w 953, a o dzielnicy Ebenhausen już w 788. W roku 1871 wybudowano linię kolejową do Bad Kissingen. Gmina powstała i funkcjonuje w obecnym kształcie od 1972, gdy przyłączono do niej gminy Ebenhausen, Eltingshausen, Rottershausen i Oerlenbach.

## Polityka
Wójtem jest Siegfried Erhard. Rada gminy składa się z 20 członków:
|      | Blok Obywatelski | Wolna Grupa Wyborcza Ebenhausen | Wolna Grupa Wyborcza Eltingshausen | Grupa Wyborców Rottershausen | Razem     |
| 2002 | 6                | 5                               | 5                                  | 4                            | 20 miejsc |